# Східний Пакистан
Східний Пакистан (бенг. পূর্ব পাকিস্তান, урду پاکستان) — провінція Пакистану в період з 1955 до 1971 року. Східний Пакистан було утворено під час розділу Бенгалії на підставі «Плану Маунтбеттена» за часів Британської Індії 1947 року. Східна Бенгалія стала частиною Домініону Пакистан, а 1956 року була перейменована на Східний Пакистан. 1971 року Східний Пакистан здобув незалежність після кривавої народно-визвольної війни, ставши державою Бангладеш.

## Губернатори
| Термін повноважень                    | Губернатор Східного Пакистану      |
| ------------------------------------- | ---------------------------------- |
| 14 жовтня 1955 — березень 1956 року   | Аміруддін Ахмад                    |
| березень 1956 — 13 квітня 1958 року   | Фазлул Хук                         |
| 13 квітня — 3 травня 1958 року        | Хамід Алі (в. о.)                  |
| 3 травня — 10 жовтня 1958 року        | Султануддін Ахмад                  |
| 10 жовтня 1958 — 11 квітня 1960 року  | Закір Хусейн                       |
| 11 квітня 1960 — 11 травня 1962 року  | Азам Хан                           |
| 11 травня — 25 жовтня 1962 року       | Гулам Фарук                        |
| 25 жовтня 1962 — 23 березня 1969 року | Абдул Монем Хан                    |
| 23 — 25 березня 1969 року             | Мірза Нурул Худа                   |
| 25 березня — 23 серпня 1969 року      | Музаффапуддін                      |
| 23 серпня — 1 вересня 1969 року       | Сахабзада Якуб-Хан                 |
| 1 вересня 1969 — 7 березня 1971 року  | Саїд Мухаммед Ахсан                |
| 7 березня — 31 серпня 1971 року       | Тікка Хан                          |
| 31 серпня — 14 грудня 1971 року       | Абдул Моталеб Малік                |
| 14 — 16 грудня 1971 року              | Амір Ніязі                         |
| 16 грудня 1971 року                   | Провінція припинила своє існування |

## Головні міністри
| Термін повноважень                 | Головний міністр Східного Пакистану               | політична партія |
| ---------------------------------- | ------------------------------------------------- | ---------------- |
| серпень 1955 — вересень 1956 року  | Абу Хуссейн Саркар                                | Крішак-шрамік    |
| вересень 1956 — березень 1958 року | Атаур Рахман Хан                                  | Авамі Ліг        |
| березень 1958 року                 | Абу Хуссейн Саркар                                | Крішак-шрамік    |
| березень — 18 червня 1958 року     | Атаур Рахман Хан                                  | Авамі Ліг        |
| 18 червня — 22 червня 1958 року    | Абу Хуссейн Саркар                                | Крішак-шрамік    |
| 22 червня — 25 серпня 1958 року    | губернатор виконував обов'язки головного міністра |                  |
| 25 серпня — 7 жовтня 1958 року     | Атаур Рахман Хан                                  | Авамі Ліг        |
| 7 жовтня 1958 року                 | Посаду було скасовано                             |                  |
| 16 грудня 1971 року                | Провінція припинила своє існування                |                  |